# Oswald von Thun und Hohenstein (Industrieller, 1849)
Graf Joseph Oswald von Thun-Hohenstein-Salm-Reifferscheidt (* 14. Dezember 1849 in Prag; † 21. Oktober 1913 in Wien) war ein böhmisch-österreichischer Großgrundbesitzer, Industrieller und Politiker.

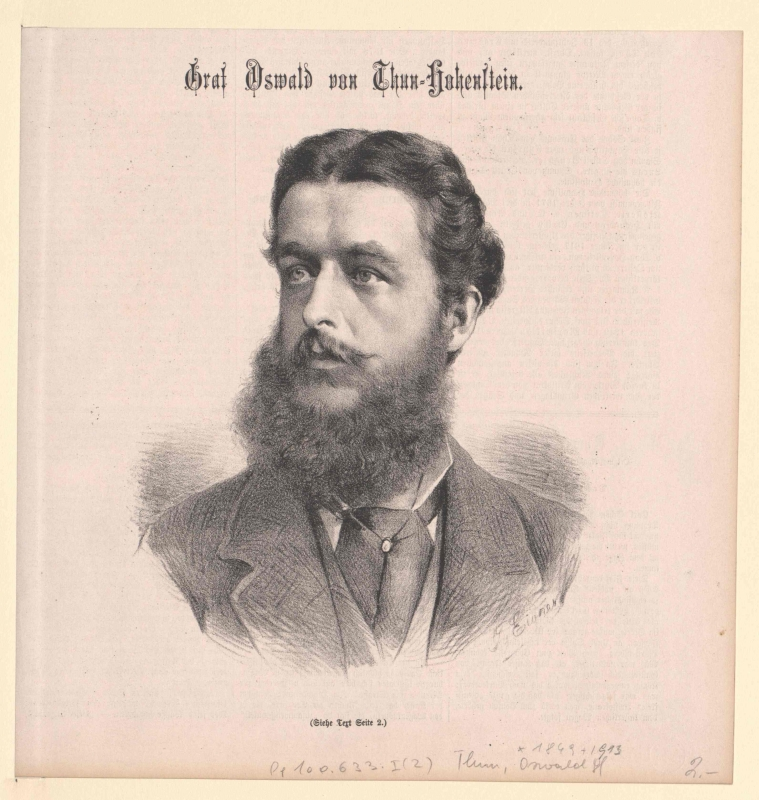
Oswald von Thun und Hohenstein

## Leben
Oswald war der Sohn von Joseph Oswald Graf von Thun und Hohenstein (1817–1883) und Johanna, geborene Altgräfin von Salm-Reifferscheidt-Hainspach (1834–1915). Er studierte Rechtswissenschaften an den Universitäten von Wien, Prag und Leipzig. Nach Ableistung des Militärdienstes und mehreren langen Auslandsreisen fungierte er als unbezahlter Attaché in Teheran. 1876 übernahm er die Verwaltung der Güter in Klösterle an der Eger und Sehuschitz. In Klösterle besaß er die Porzellanfabrik Thun. Nach dem Tod seines Onkels Franz von Salm-Reifferscheidt-Hainspach bzw. dessen Bruders Alois erhielt er das Erbe der Linie Salm-Reifferscheidt-Hainspach, worauf er eine Namens- und Wappenvereinigung durchführen ließ. Von seiner Mutter erhielt er die Güter Swetla und Habern mit Tieß und Zboží.
Thun war seit dem Tode seines Vaters 1883 erbliches Mitglied des Herrenhauses des Wiener Reichsrats und wurde ein führender Vertreter des liberal-zentralistischen Verfassungstreuen Großgrundbesitzes. Im Jahr 1900 erhielt er vom Kaiser den Orden vom Goldenen Vlies verliehen.
Thun war 1880 mit Unterbrechungen bis zu dessen Auflösung 1913 Abgeordneter des Böhmischen Landtages und Obmann des Verfassungstreuen Großgrundbesitzes. Er kämpfte vergeblich für einen Ausgleich zwischen den deutschen und tschechischen Interessen in Böhmen. Gesundheitlich schwer angeschlagen, trat Thun 1906 als Obmann zurück und war nach einem Schlaganfall 1908 auf einen Rollstuhl angewiesen, 1913 starb er an einem Lungenödem.
1878 heiratete Thun in Prag Christiana Gräfin von Waldstein (1859–1935). Aus dieser Ehe stammen die Söhne Joseph Oswald (1879–1942), Adolf (1880–1957) und Paul (1884–1963).